# Plymouth Duster
El Plymouth Duster original es una versión cupé semi-fastback de dos puertas del automóvil Plymouth Valiant de tamaño compacto que fue comercializado por Plymouth en los Estados Unidos desde 1970 a 1976.

## Historia
El Duster coupé proporcionó el Plymouth Valiant de tamaño compacto con un estilo deportivo para atraer clientes. El automóvil fue un esfuerzo de $ 15 millones para actualizar el compacto Valiant para el año modelo 1970. La insignia de Valiant apareció solo en el primer modelo de Dusters y continuó usándose en todos los modelos de techo rígido de 4 puertas y 2 puertas de Valiant Scamp. El Duster se construyó sobre la plataforma Valiant y compartía la misma chapa frontal, pero presentaba un diseño diferente al de la parte posterior de la capucha.
El Duster también se posicionó para competir con el auto compacto Ford Maverick de semi-fastback ligeramente más pequeño de Ford y el AMC Hornet que también fueron introducidos en 1970, así como el Chevrolet Nova semi-fastback ligeramente más grande cuyo diseño se introdujo en 1968. Mientras que el Maverick y Nova se ofrecieron en un estilo de carrocería sedán de 4 puertas, la placa de identificación Duster se usó solo para el coupé de 2 puertas. El Duster también fue comercializado como una alternativa al Volkswagen Beetle original, así como también a la nueva clase de autos subcompactos domésticos como el Chevrolet Vega.
Se ofrecieron numerosas variantes de molduras y opciones del Duster con nombres que incluían Plumero Plumero, Plumero de oro, Plumero de plata, Plumero espacial, Plumero plumero, Plumero 340 y Plumero 360. Estas variaciones de marketing del diseño básico de Plumero se dirigieron a clientes que buscan economía, carga capacidad y/o rendimiento.
El logotipo de Duster era y, sigue siendo, uno de los logos de automóvil más reconocibles. El empleado de Chrysler, Thomas Bertsch (1952-1987), creó el logotipo y la fuente "twister". Muchos gráficos correspondientes fueron utilizados para diferentes paquetes de equipamiento a lo largo de los años. Bertsch fue el director del estudio de diseño de interiores y diseño durante gran parte de su carrera.

## Cambios año por año

### 1970
El Plymouth Duster, introducido a fines de 1969 para el año modelo 1970, era todo valiente desde la capucha hacia delante, pero el resto de la chapa del coche, salvo los revestimientos de las puertas, era completamente diferente. El diseño incorpora un techo semi-fastback y una cenefa trasera especial con dos luces traseras horizontales, inusual para no tener biseles. El vidrio de la puerta fue operado por un nuevo mecanismo regulador, requerido para adaptarse a la cámara de volteo mucho más radical (radio de vidrio lateral reducido), y el parabrisas fue rastrillado más abruptamente. Solo en 1970, una pequeña insignia de Valiant se colocó en los guardabarros delanteros justo encima de la insignia Duster.
El Duster 1970 estaba disponible en dos modelos: el Duster estándar y un Duster 340 orientado al performance. Las opciones del motor eran las versiones de Chrysler Slant Six, de 3.2 L (198 plgs³) y 3.7 L (225 plgs³), así como los V8 serie LA de 5.2 L (318 plgs³) y 5,6 L (340 plgs³).
A mediados de año, se agregó un paquete de adornos Gold Duster. El paquete Gold Duster venía con el Slant Six 225 o el V8 318. También viene con credencial especial "Gold Duster", franjas doradas en los laterales y en la parte trasera, alfombras de pared a pared, asientos plisados, completamente de vinilo, paredes blancas, cubiertas de ruedas, un paquete de aislamiento de lujo y un techo de vinilo con dosel. El plumero de oro se ofreció hasta 1975. Las ventas totales en 1970 fueron de 217,192, de las cuales 24,817 fueron equipadas con el motor 340.

### 1971

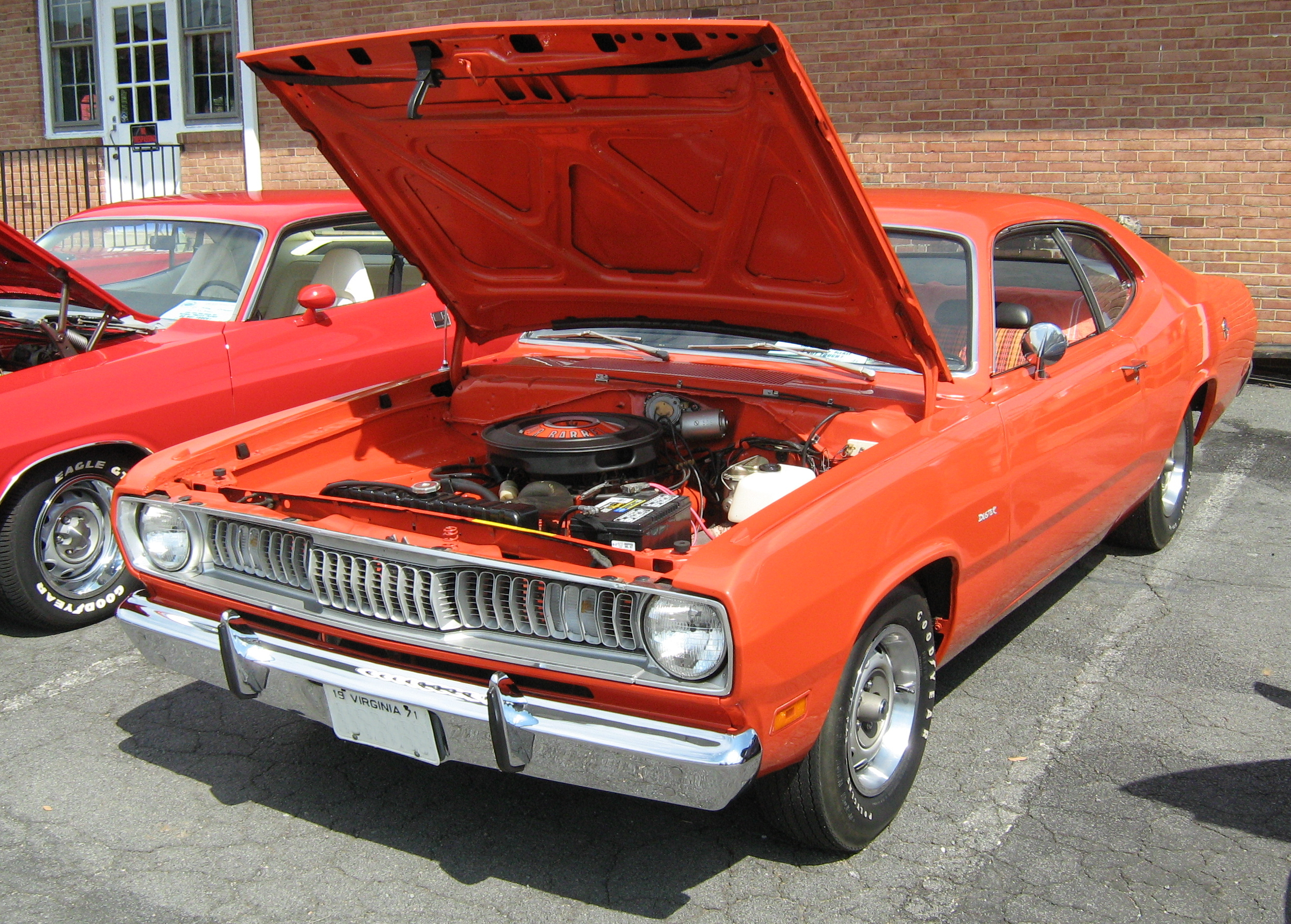
Plymouth Duster de 1971

The Duster fue un éxito para Plymouth, tanto que en 1971 Dodge solicitó y recibió su propia versión, el Demon. En respuesta, Plymouth recibió una versión del techo rígido Dodge Dart Swinger de 2 puertas llamado Plymouth Valiant Scamp.
Para 1971, solo se hicieron pequeños cambios al Duster. Se borraron las insignias de guardabarros "Valiant" y el logotipo de la rejilla "Plymouth". Se lanzó un nuevo paquete de ajuste, llamado Duster Twister. El paquete Twister presentaba el aspecto del Duster 340, pero solo venía con la base 6 en línea o V8 318. El paquete de apariencia del Twister incluía rayas laterales especiales que imitaban las rayas Duster 340 Wedge, una capucha negra mate y la rejilla especial de 340 dientes de tiburón. Se dispuso de una funda de campana doble no funcional y un paquete de apariencia de alerón trasero, al igual que los asientos de cubo con respaldo alto y el escape doble.
Un nuevo encendido electrónico "sin interruptores" se convirtió en opcional en 340 V8 a fines del año modelo 1971. En 1971, 186,478 Plymouth Dusters se construyeron, con 12,886 siendo los caballos de fuerza más altos 340 modelos de fastback cúbicos.

### 1972

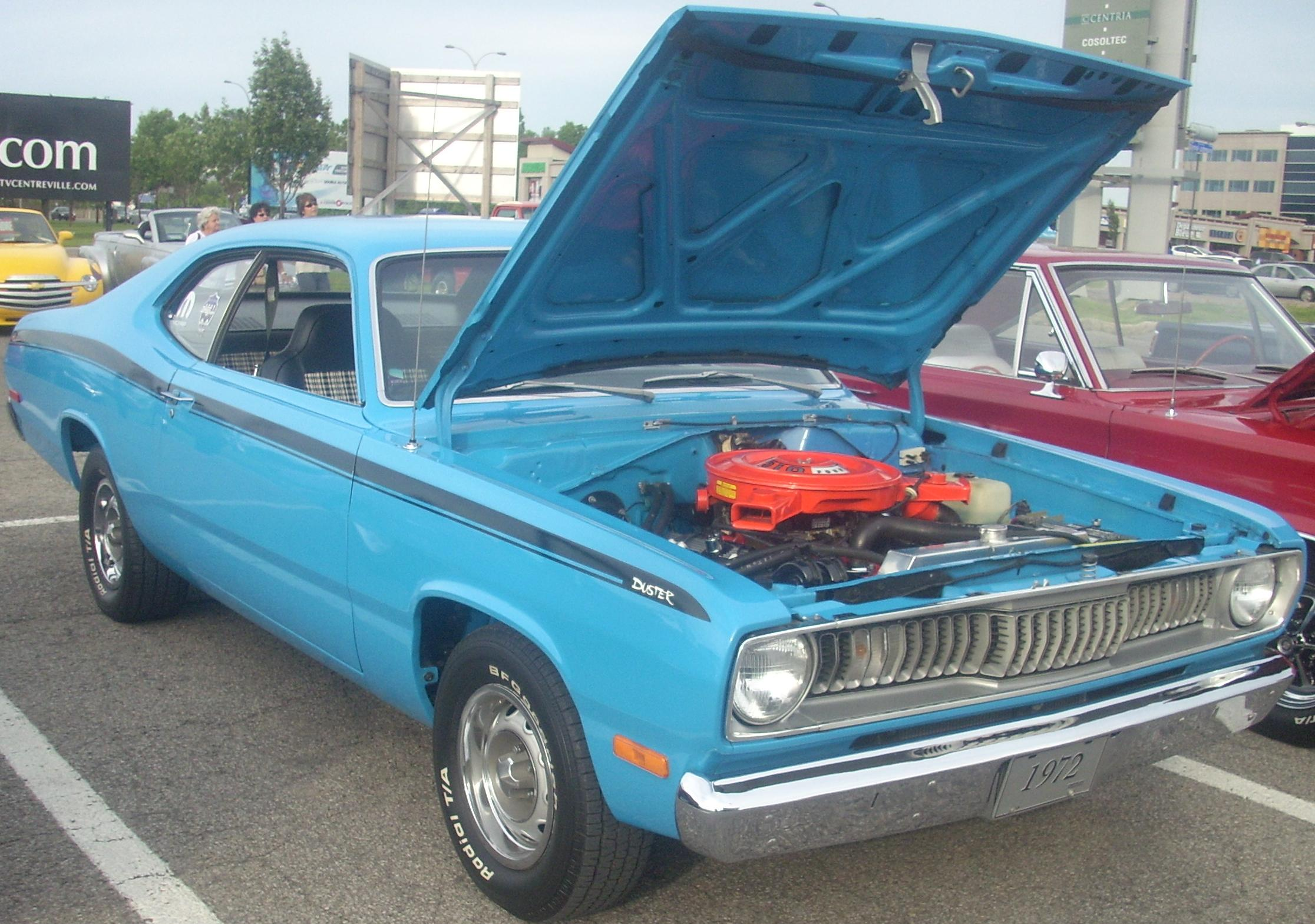
Plymouth Duster de 1972

El Duster no se modificó significativamente en 1972. Las nuevas luces laterales montadas en superficie reemplazaron a los elementos previos montados al ras, las luces traseras se hicieron más grandes, unidades de una sola pieza. La potencia nominal del V8 340 se redujo de 275 HP (205 kilovatios) a 245 HP (183 kilovatios) debido en parte a una reducción en la relación de compresión de 10.2:1 a 8.5:1, así como al cambio de las válvulas de admisión de 51 mm (2,01 pulgadas) a 48 mm (1,89 pulgadas). Todos los números de clasificación de caballos de fuerza, incluso en motores sin cambios, disminuyeron en 1972 debido a un nuevo protocolo de calificación. El encendido electrónico de Chrysler se convirtió en estándar en los modelos 340 en 1972. Además, hubo un solo año de filtro de aire que tenía una puerta operada al vacío en la parte inferior para permitir un flujo de aire adicional cuando se aprieta el acelerador.

### 1973
Después de los cambios de diseño en los modelos Valiant, el Duster también recibió un nuevo capó, parrilla, guardabarros delanteros, paragolpes y luces traseras para 1973. Las luces traseras de los años anteriores se montaron desde el interior y tenían una apariencia de color. Comenzando en 1973, las luces traseras se montaron desde el exterior y se recortaron en cromo. Estos se mantuvieron sin cambios hasta 1976. La versión de Dodge, el Demonio, fue rebautizada como "Dart Sport" en respuesta a los grupos de la iglesia que se oponen a la palabra "Demon".
Otros cambios estaban reservados para Plymouth Duster. Se introdujeron pinzas de freno de disco de un solo pistón más simples para 1973 (de serie en los automóviles de 318 y con asistencia de potencia en 340 modelos), en sustitución de las pinzas Kelsey Hayes de cuatro pistones. Los Dusters equipados con frenos de disco ahora tenían los 5 terminales más comunes en el patrón de pernos de rueda de 4,5 plg (11,4 centímetros). Todos los 340 y algunos coches equipados con motor 318, recibieron el ensamblaje de eje trasero simplificado de 8,25 plg (21,0 centímetros) (con cojinetes de rueda montados directamente en el eje y juego axial) siendo tomado por C-clips); estos ejes también presentaban el patrón de pernos de rueda de 5 en 4,5 (este conjunto de eje reemplazó el arreglo de "deserción" de 8,75 visto en algunos cuerpos A de 1966-1972). Los autos con motores 225, retuvieron los 5 terminales en el patrón de 4 plg (10,2 centímetros) en vehículos con los frenos de tambor estándar. Se ofreció una transmisión Torque Flight automática de tres velocidades, junto con una transmisión manual con el slant 6 225. Todos los modelos recibieron rodamientos de rueda delantera más grandes y aumentaron diámetro del husillo. El encendido electrónico se convirtió en estándar en todos los ámbitos.
También se ofreció un paquete de Space Duster. Esto permitió que el asiento del banco trasero se pliegue, permitiendo más espacio para transportar la carga. También hay un panel de seguridad que permite que las cosas privadas se escondan lejos de la vista de los demás.
Un nuevo techo corredizo de metal era opcional para 1973. El desempañador de la ventana trasera se actualizó a un estilo de red eléctrica para 1973, que reemplazó al soplador de aire empotrado del estante del paquete.

### 1974

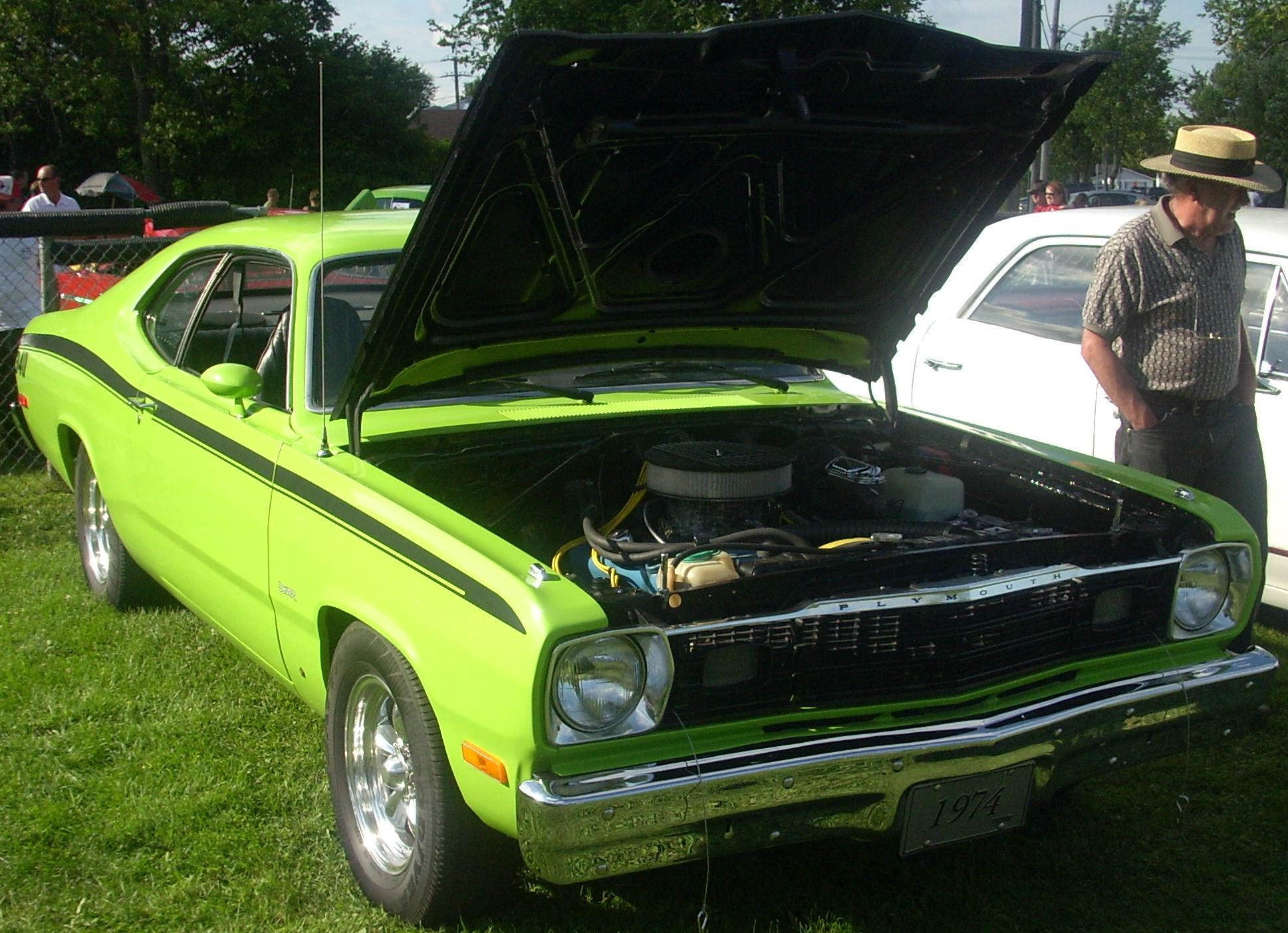
Plymouth Duster de 1974 con llantas non-OEM, neumáticos y limpiadores de aire

Para 1974, Plymouth reemplazó el 340 con una versión de 5,9 L (360 plgs³) de la serie corporativa V8 LA, sintonizada para cumplir con las nuevas regulaciones de emisiones. El nuevo motor "E58" 360 de 1974, producía 245 HP (183 kilovatios) al utilizar el árbol de levas, las cabezas, el colector de admisión, el carburador y la configuración de doble escape del pasado motor 340. Se agregaron nuevos cinturones de seguridad delanteros retráctiles. En medio de la primera crisis del petróleo, 1974 sería el mejor año de ventas del Duster, con un total de 281,378 automóviles con carrocería Duster producidos, la mayoría de los cuales son los seis cilindros y modelos V8 318. En 1974 había un modelo separado, llamado Duster 360. El equipamiento estándar incluía el motor 360, escape doble, frenos de potencia de disco, banda de cinta lateral completa, banda de cinta trasera, suspensión más pesada, amortiguadores, barra estabilizadora adicional y 8 1/4 " Plymouth construyó 3.969 de estos modelos y la mayoría vienen con transmisiones automáticas, y muy pocos con transmisiones manuales. Las opciones de Duster 360 incluyeron llantas blancas de Goodyear en las ruedas de rally. También contamos con aire acondicionado y techo corredizo o abatible.

### 1975

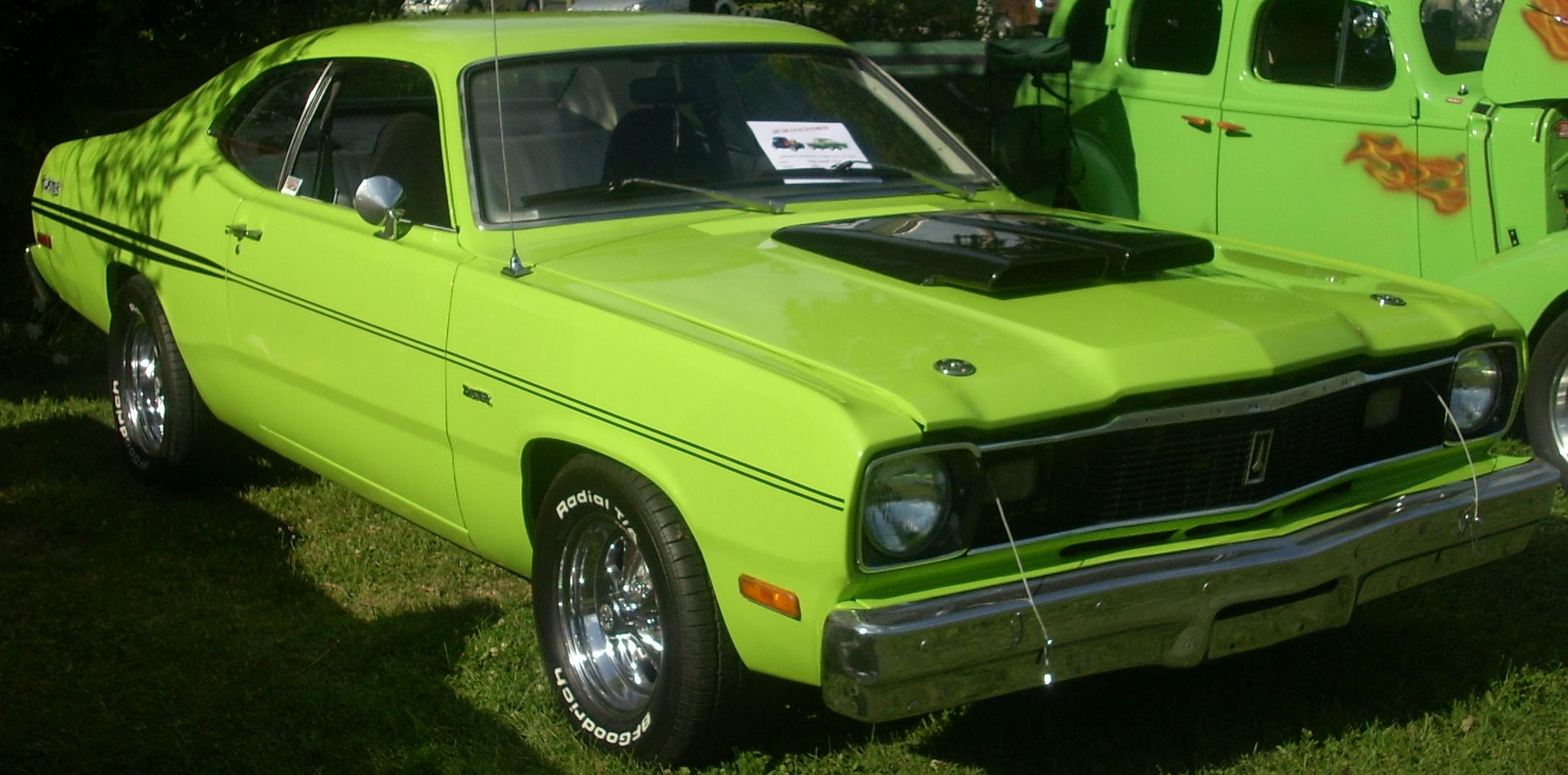
Plymouth Duster de 1975, con ruedas no-OEM y neumáticos

Los modelos de 1975 no se modificaron en su mayoría con respecto a los dos años anteriores, con algunas excepciones: una nueva rejilla con un retorno del Plymouth de 3 puntas 'afilado' en el centro de la parrilla; los convertidores catalíticos se agregaron a los modelos Slant Six 225 y V8 318, mientras que el 360 no estaba equipado con un convertidor catalítico y su potencia ahora era de 235 HP (175 kilovatios), debido a la adición de un sistema de inyección de aire secundario, comúnmente conocido como "smog pump". Menos de 2000 unidades del modelo 1975 Dusters salieron de fábrica equipados con el motor 360.

### 1976
Los lentes de estacionamiento y de señalización montados en la parrilla eran de color ámbar; años anteriores tenían lentes incoloros con bulbos de ámbar. El espejo retrovisor interior se montó directamente en el parabrisas en lugar de en el soporte de techo de doble pivote anterior, y el freno de estacionamiento ahora se manejaba con los pies, en lugar de hacerlo manualmente. Los frenos de disco se convirtieron en equipamiento estándar en los automóviles construidos después del 1 de enero de 1976.
Se ofrecieron varios modelos especiales:
- El Feather Duster presentaba piezas de aluminio livianas que incluían el colector de admisión, los soportes del parachoques, la capucha y el refuerzo del tronco y la carcasa de la transmisión manual, para un ahorro de peso de aproximadamente 187 lb (85 kilogramos), es decir, 5% más ligero que un Duster estándar equipado de forma similar. Venía con un Slant Six 225 con su distribuidor y carburador de un solo barril calibrado para economizar, un sistema de escape de baja restricción, una relación de eje trasero extra alto, y se ofrecía con la transmisión automática Torqueflite de 3 velocidades o con la transmisión manual con sobremarcha A833 de 4 velocidades. Era el automóvil más eficiente en combustible en su clase de tamaño, logrando hasta 36 mpgAm (15,3 kilómetros por litro) en carretera y 24 mpgAm (10,2 kilómetros por litro) en la ciudad con la opción de transmisión manual. (junto con la versión de Dodge, Dart Lite).[15]

- El Space Duster tenía un asiento trasero abatible y un panel de seguridad, y se combinaba con el maletero, que ofrecía más de 50 pies cúbicos (1.4 m³). de espacio de carga (Esta característica fue introducida, de manera opcional, en 1973).

La opción de Duster 360 se eliminó como un modelo separado ya que el motor se convirtió en una opción en cualquier plumero de nivel de acabado, y solo 1300 o más automóviles estaban equipados con él. El Duster 1976 de 360-powered (y Dart Sport 360) todavía no tenía un convertidor catalítico, y aunque su potencia se redujo a 225 HP (168 kilovatios), el automóvil aún podía administrar 0-60 mph (97 kilómetros por hora) en 7.9 segundos cuando estaba equipado con el engranaje del eje trasero a 3.21.

## Reemplazo
A mediados de 1976, los gemelos Dodge Aspen y Plymouth Volare reemplazaron al Dodge Dart y al Plymouth Duster, que aún se basaban en los cuerpos vendidos originalmente en 1967. Los coupé fastback presentaban un sólido pilar B con vidrio trasero fijo. Estos nuevos modelos se introdujeron para competir con los más exclusivos Ford Granada y Mercury Monarch.

## Publicidad
De 1974 a 1975, la actriz Judy Strangis era una vendedora de televisión para Plymouth Duster en el papel de "Mean Mary Jean", vestida con una camiseta de fútbol y pantalones cortos de mezclilla. Strangis también promocionó los modelos Plymouth Volare y Plymouth Road Runner de Chrysler Corporation y, a menudo, apareció en las promociones y espectáculos de automóviles de Chrysler en todo el país.